# Erval Velho
Erval Velho es un municipio brasileño del estado de Santa Catarina. Tiene una población estimada al 2022 de 4 885 habitantes. Pertenece a la Región metropolitana de Contestado.

## Historia
La localidad fue colonizada a finales del Siglo XIX por inmigrantes provenientes de Río Grande del Sur, y en 1881 fue elevado a distrito de Campos Novos. Se emancipó el 18 de junio de 1963.
La postal de la ciudad es la Iglesia de São Sebastião, patrono de la ciudad, la cual tiene estilo medieval y el municipio celebra a principios de febrero una fiesta en honor al santo.